# Audi 225
Audi 225 — автомобіль, що випускався компанією Audi з 1935 по 1938 рік. По суті, це була еволюція Audi Front Typ UW 220, якого він замінив. З міркувань простору модель збирали на заводах Horch.

## Опис
Модель оснащувалася переднім шестициліндровим рядним чотиритактним двигуном, робочим об'ємом 2257 см³ (діаметр і хід поршню становили, відповідно, 71 мм і 95 мм. Розподіл був боковим верхнім розподільним валом. Потужність, що видавалася становила 50 к.с. при 3300 об/хв. З 1937 року ця потужність зросла до 55 к.с. при 3800 об/хв. Цей двигун був розроблений на основі двигуна Wanderer W245. Електрична система мала напругу 12 вольт.
Коробка передач з важелем на панелі приладів мала чотири швидкості, з яких третя і четверта були синхронізовані, а тяга була передня. Передня і задня колія становили 1350 мм і 1400 мм відповідно. Доступними варіантами кузова були чотиридверний седан, дводверний кабріолет і дводверний родстер.
Максимальна швидкість, яку досягала модель, становила 105 км/год.
Всього виготовили 2.600 автомобілів.

Audi 225 Roadster
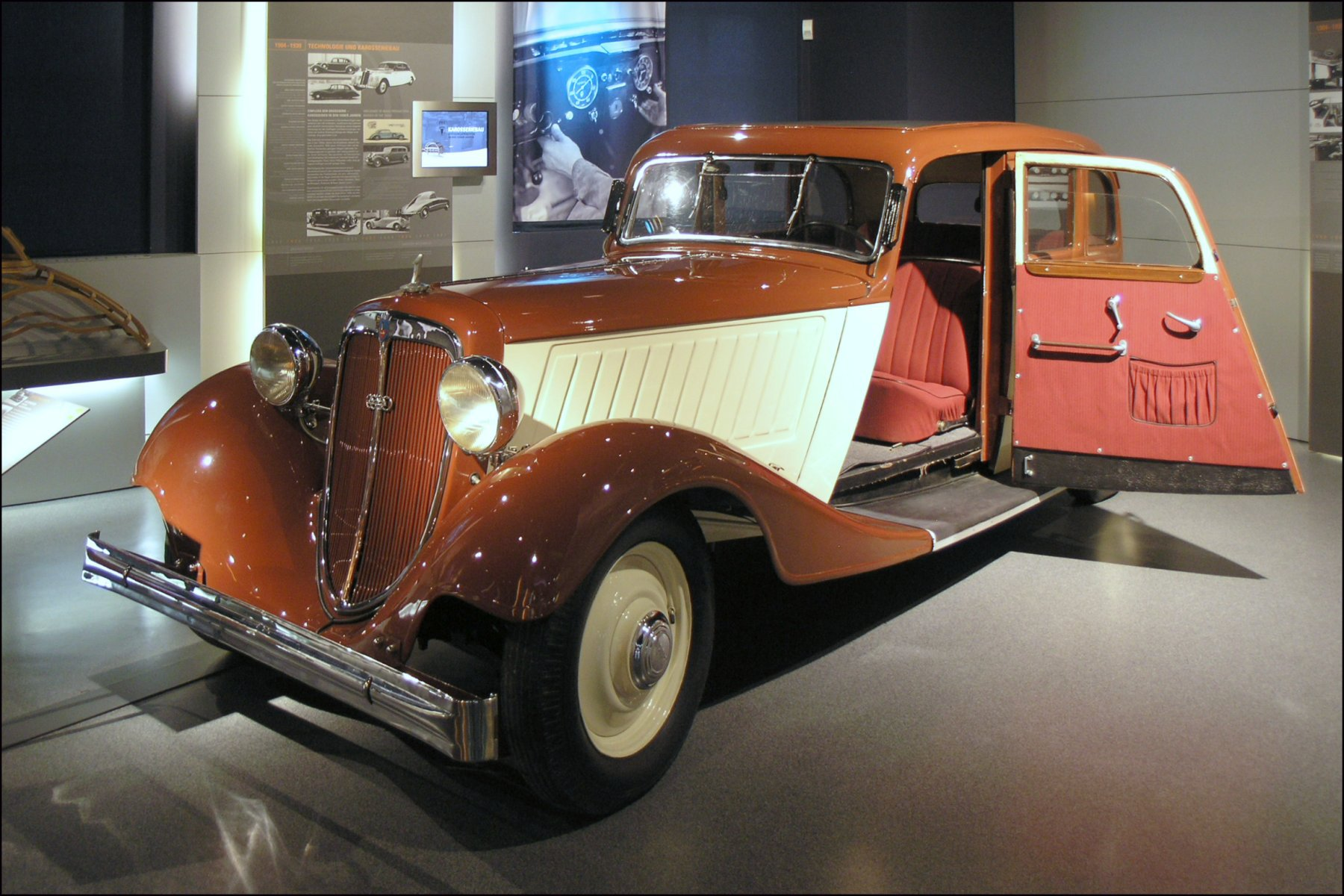
Audi 225 седан

## Двигун
- 2,257 см3 Front 225 I6 50/55 к.с.